# Lonchocarpus katangensis
Lonchocarpus katangensis är en ärtväxtart som beskrevs av De Wild. Lonchocarpus katangensis ingår i släktet Lonchocarpus och familjen ärtväxter. Inga underarter finns listade i Catalogue of Life.